# Benedikt Josip Labre
Sveti Benedikt Josip Labre (1748. – Rim, 16. travnja 1783.), francuski katolički svetac. Poznat je kao „Božji prosjak” i „Božji lutalica”.

## Životopis
Rođen je u Francuskoj kao prvijenac od petnaestero djece. Polazio je mjesnu školu koju je vodio kapelan. S dvanaest godina polazi svojemu ujaku i kumu koji je bio župnik i ondje uči latinski u nadi da bi mogao postati svećenik. Sa 16 godina izražava želju za odlaskom u trapistički samostan čemu se opirala cijela obitelj. Drugi ujak koji je također bio svećenik savjetuje Benediktu odlazak u kartuzijance, ali ga oni ne primiše. Benedikt je i dalje tražio svoje mjesto pa je tako tijekom zime propješačio 280 kilometara do trapističke opatije u Normandiji, ali je i tamo bio odbijen. Tada odlazi u kartuziju gdje ostade na kušnji 6 tjedana, ali je ne izdrža. Napokon ulazi u cistercitski samostan, ali ga njegovi pretpostavljeni proglasiše neprikladnim, nakon čega krene prema Rimu. Na putu do Rima odlučio je biti uličnim navjestiteljem; s Novim zavjetom, križem i krunicom hodao je rimskim ulicama i cestama, neprestano moleći, a višak isprošene hrane dijelio je s drugim siromasima. Noći i dane provodio je na otvorenom. 
Umro je  1783., u dobi od 35 godina. 

## Štovanje
Tek što je umro, Rimom se kao proširila vijest: „Umro je svetac!” Pokopan je u crkvi Madonna dei Monti na lijevoj strani glavnog oltara. U roku od četiri mjeseca pripisani su njegovu zagovoru više od stotinu čudesnih ozdravljenja. Blaženim ga je 1860. proglasio papa Pio IX., a svetim 8. prosinca 1881. Lav XIII.